# Балка Широка (притока Мокрої Сури, с. Широке)
Балка Широка, Суха Сура — балка (річка) в Україні, у Кам'янському районі Дніпропетровської області. Ліва притока річки Мокрої Сури (басейн Дніпра).

## Опис
Довжина балки приблизно 8,10 км. Формується декількома струмками та загатами. На деяких ділянках балка пересихає.

## Розташування
Бере початок у селі Широке. Тече переважно на південний схід і на південно-західній стороні від села Зелений Гай впадає у річку Мокру Суру, праву притоку річки Дніпра.

## Цікаві факти
- Від витоку балки на західній стороні на відстані приблизно 1,90 км пролягає автошлях Т 0429[3] (автомобільний шлях територіального значення у Дніпропетровській області. Пролягає територією Кам'янського району через Верхньодніпровськ (станція) (Новомиколаївка) — Верхівцеве — Божедарівка. Загальна довжина — 33,6 км.).
- У XX столітті на балці існували птахо-тваринні ферми (ПТФ)[2], а у XIX столітті — колонія та хутір[1].